# Koidu-Sefadu
Koidu-Sefadu (også kendt som både Koidu og Sefadu) er en by i det østlige Sierra Leone, der er den den næststørste by i landets Østprovins efter Kenema. Byen har et indbyggertal (pr. 2007) på cirka 87.000.